# Roztoky, Rakovník
Roztoky là một làng thuộc huyện Rakovník, vùng Středočeský, Cộng hòa Séc.